# Quinto Petilio Secundo
Quinto Petilio Secundo (en latín, Quintus Petilius Secundus) (19-43) fue un militar romano de la primera mitad del siglo I natural de la ciudad noritálica de Mediolanum (Milán, Italia), que sirvió en la Legio XV Primigenia y murió a los 25 años de edad en el distrito militar de Germania Inferior en el campamento de Bonna (Bonn, Alemania). Conocemos a este soldado del ejército romano a través de su estela funeraria figurada, en la que consta su epitafio. 

## Vida y carrera militar

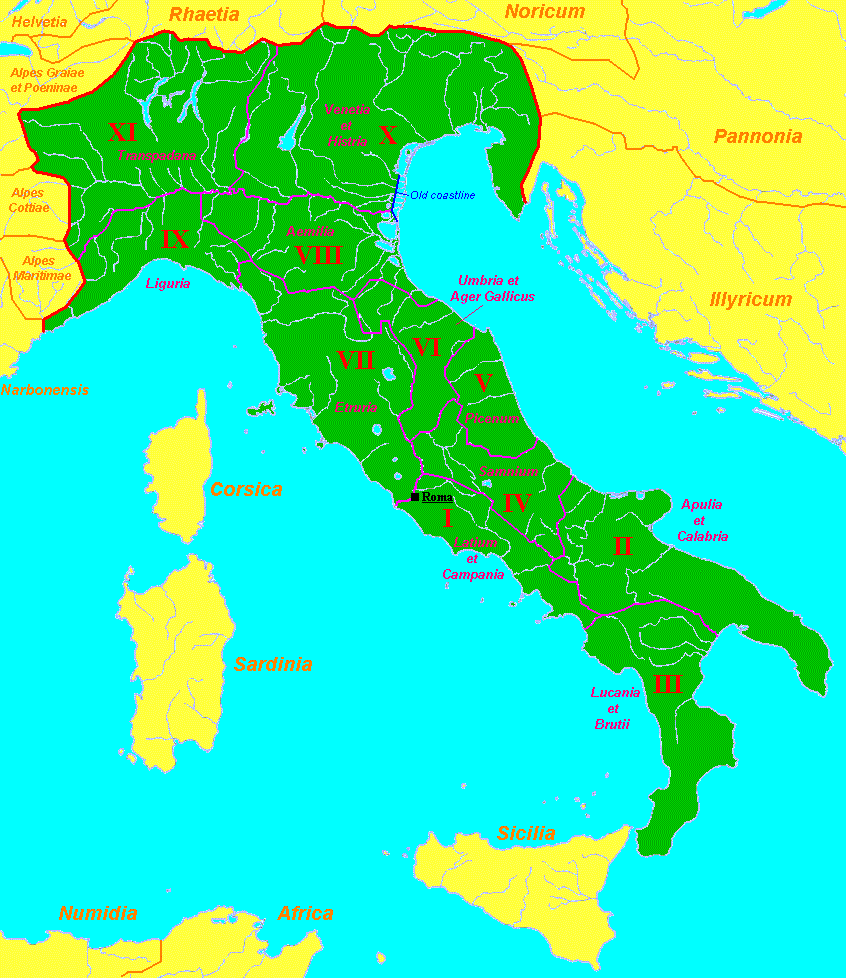
División en Regiones, con la Regio XI Traspadana en el ángulo noroeste

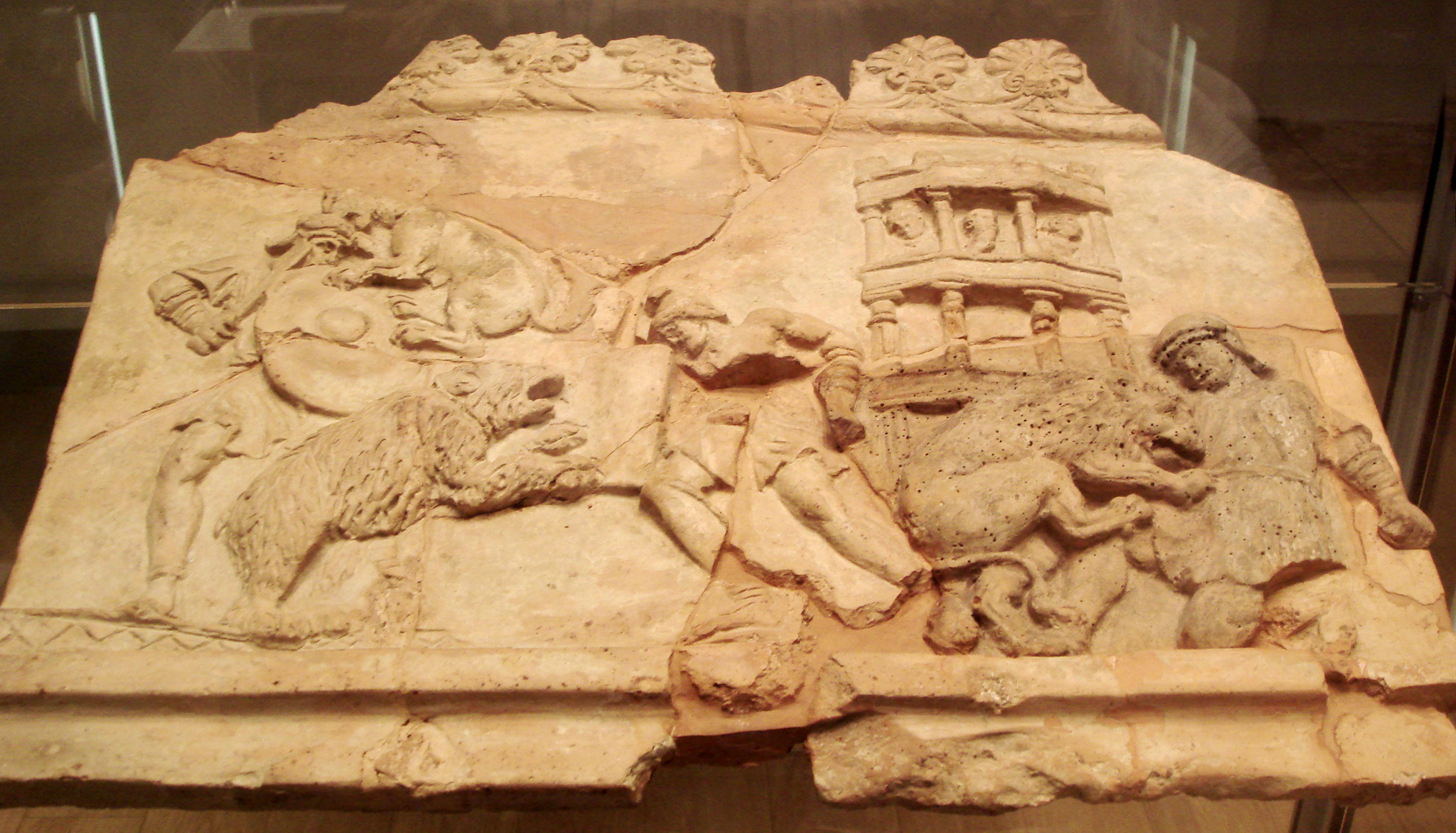
Terracota romana conservada en el Museo Arqueológico de Milán, datada en el, con una escena de venatio celebrada en el anfiteatro de Mediolanum, de donde era natural Petilio Secundo.

Quinto Petilio Secundo, hijo de Quinto Petilio, nació en el año 19, bajo el imperio de Tiberio, en Mediolanum (Milán, Italia) en la Regio XI Traspadana de Italia, ciudad que tenía el estatuto de municipium de derecho romano, adscrito a la tribu Oufentina y, por lo tanto, Petilio era ciudadano romano.
En 39 decidió alistarse en el ejército romano, y, dada su condición de ciudadano romano, acudió a la llamada realizada en la zona Norte de Italia por el emperador Calígula para reclutar dos nuevas legiones para emprender una campaña contra los germanos. La leva fue especialmente rigurosa en cuanto a condiciones físicas e intelectuales, por lo que Petilio Secundo debía cumplirlas. 
Inmediatamente, fue asignado a la Legio XV Primigenia creada específicamente para esta campaña junto con la Legio XXII Primigenia, y después de ser entrenado, siguió a Calígula hacia Germania en la primavera de 40 hasta la costa del Mar del Norte para emprender la invasión de Britannia; ambas expediciones fueron un simulacro de Calígula y una frustración para sus soldados, quienes incluso fueron obligados a atacar a las olas y recoger conchas en las playas como despojos de la supuesta victoria del emperador y sus tropas sobre el dios Neptuno
Al regresar el emperador a Roma, la Legio XV Primigenia fue acuartelada en la gran base de Mogontiacum (Maguncia, Alemania) en el distrito militar de Germania Superior, concretamente en el campamento anejo de Weisenau, donde Petilius debió continuar con las rutinas propias de la vida militar. 

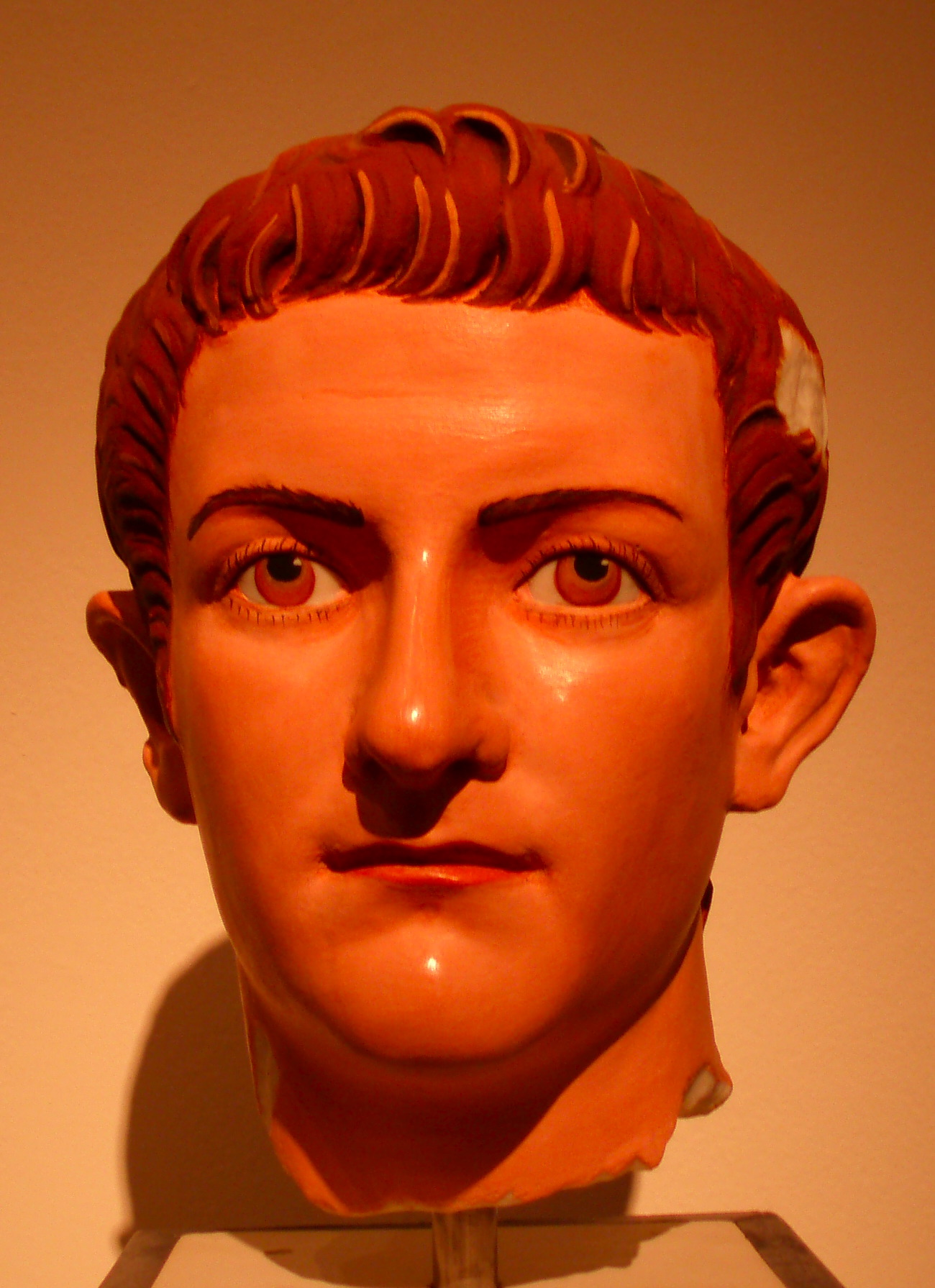
Reconstrucción de la pigmentación original de un retrato de Calígula a partir de un retrato conservado en la Ny Calsberg Glyptotek de Copenhague (Dinamarca), que muestra como era la faz de este emperador que ordenó el reclutamiento de la Legio XV Primigenia y propició el alistamiento de Petilio Secundo.

En 42-43, ya bajo el imperio de Claudio I, poco antes del traslado de la XV Primigenia al campamento de Vetera (Xanten, Alemania) en el distrito militar de Germania Inferior, fue enviado dentro de una vexillatio de su unidad al campamento de la Legio I Germanica en Bonna, aguas abajo del río Rin, también en Germania Inferior, donde encontró la muerte con solamente 25 años de edad, posiblemente debido a las duras condiciones climáticas de la frontera renana.
Su monumento funerario fue erigido por su heredero legal, no especfícado en el epitafio, pero muy posiblemente uno de sus compañeros de armas. En su testamento, Petilio Secundo debía concretar como debían ser sus funerales y como debía ser el monumento funerario que lo recordase, consignando las cantidades de dinero precisas para ello, lo que indica que, a lo largo de su corta carrera militar, había sido capaz de hacerse con unos ahorros lo bastante importantes como para costear este funeral y su propio memorial.

## La estela funeraria
La estela de Quinto Petilio Secundo fue encontrada en el año 1755 en el Palacio Electoral, hoy sede de la Universidad de Bonn. Actualmente está depositada en el Rheinisches Landesmuseum Bonn, y una copia ha sido colocada en la calzada romana que recorre el limes paralela al Rin en dirección a Bonn.
El monumento fue esculpido en piedra caliza local y contiene un retrato de cuerpo entero de Petilio dentro de un arco de triunfo de medio punto soportado por columnas con capiteles de hojas de acanto, simplificación de un capitel corintio, que se abre a un ábside con una semicúpula, que sugiere el nicho o columbario de una tumba.

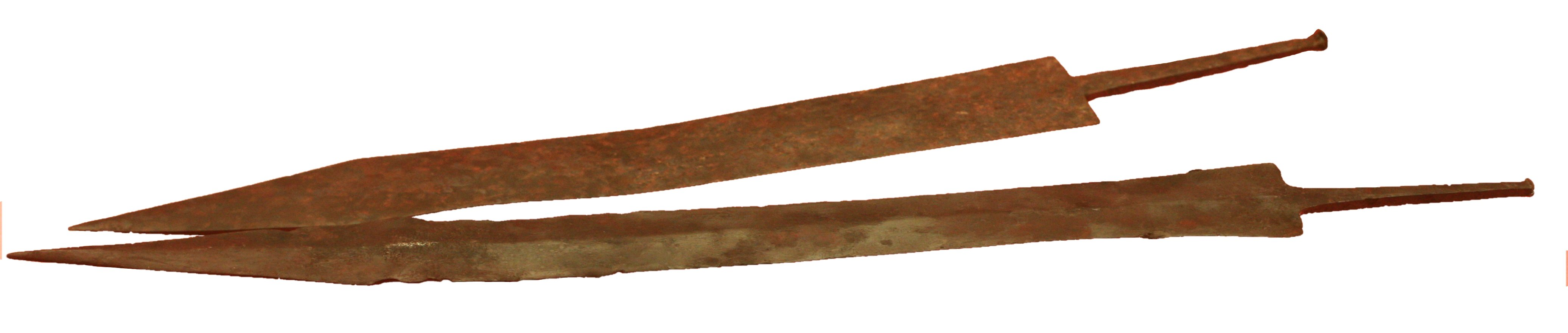
Dos hojas de gladii del tipo «maguncia»: arriba, variante de Fulham y abajo, variante de Sisak.

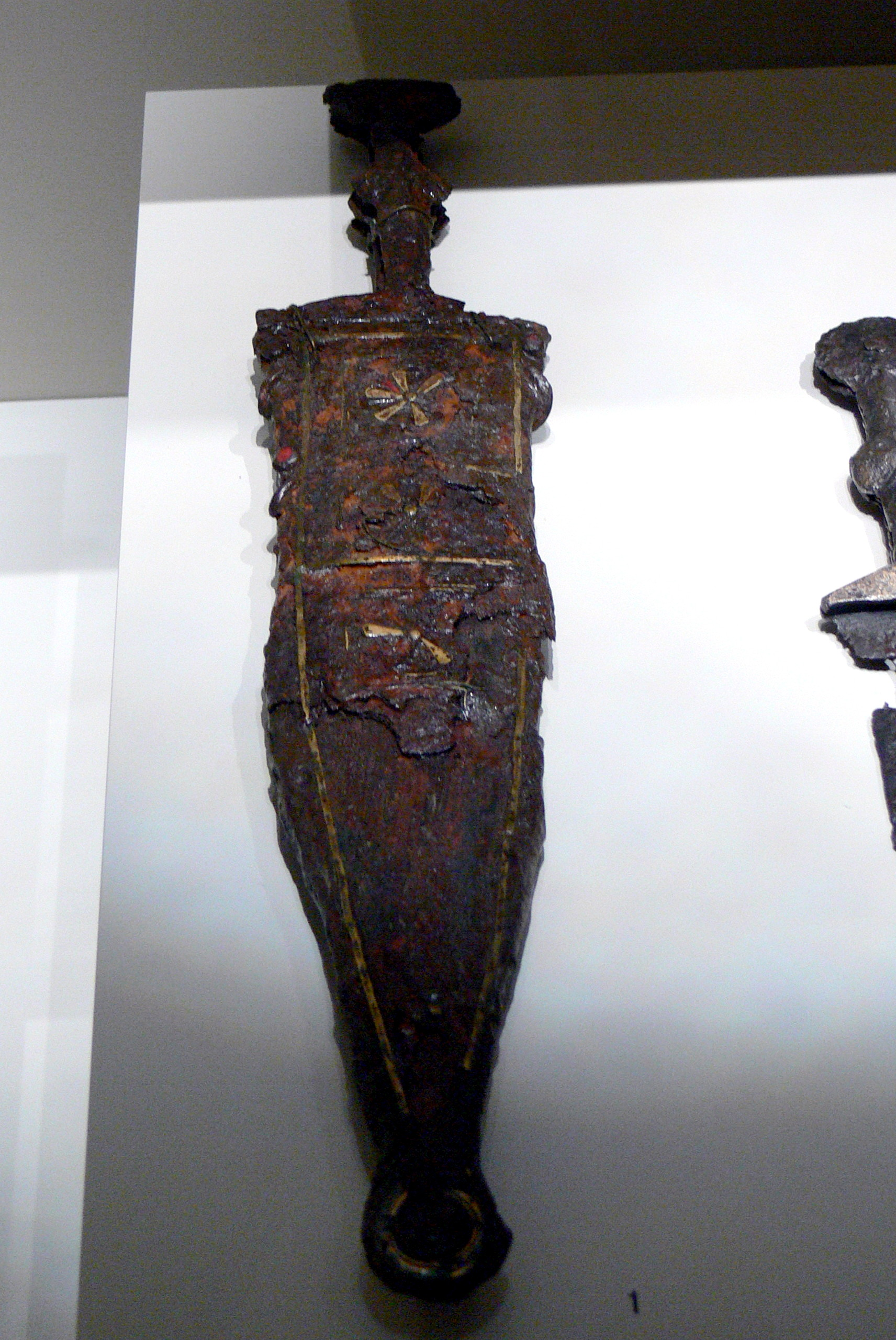
Pugio romano del siglo I procedente de Mogontiacum (Maguncia, Alemania), depositado en el Museo Nacional de Alemania en Núremberg.

### Vestimenta y equipo militar
Quinto Petilio Secundo aparece retratado de pie, mirando al frente, en posición de reposo -simplificación del contrapposto de Policleto, de honda tradición clásica en la escultura romana, aun en una estela de arte provincial de la frontera renana- y descalzo, sin llevar las típicas caligae o sandalias militares. Viste el uniforme de cuartel, formado por una túnica corta por encima de la rodilla normal para los legionarios romanos y por encima de los hombros lleva la paenula, una especie de poncho para protegerse de la lluvia y del frío.
En cuanto a su panoplia, no lleva ningún tipo de armamento defensivo, ni lorica ni casco ni escudo, pero si porta el ofensivo, formado por:
- Un pilum pesado en su mano derecha,[13]
- Un gladius tipo Maguncia o espada corta a su derecha[14]
- Un pugio o puñal en su izquierda,[15]

Tanto el gladius como el pugio están enfundados en sus vainas, que están colgadas del cingulum militare, un cinturón de cuero tachonado con calvos cuadrados de bronce, formado en este caso por dos correas cruzadas para cada una de las dos armas, una moda característica de la primera mitad del siglo I, y con el protector inguinal, signo distintivo de la condición militar de su portador.
Por su parte, su mano izquierda parece agarrar los pliegues de la túnica o alguna clase de objeto —¿tal vez un rollo de papiro?—, pero el estado del monumento impide pronunciarse.

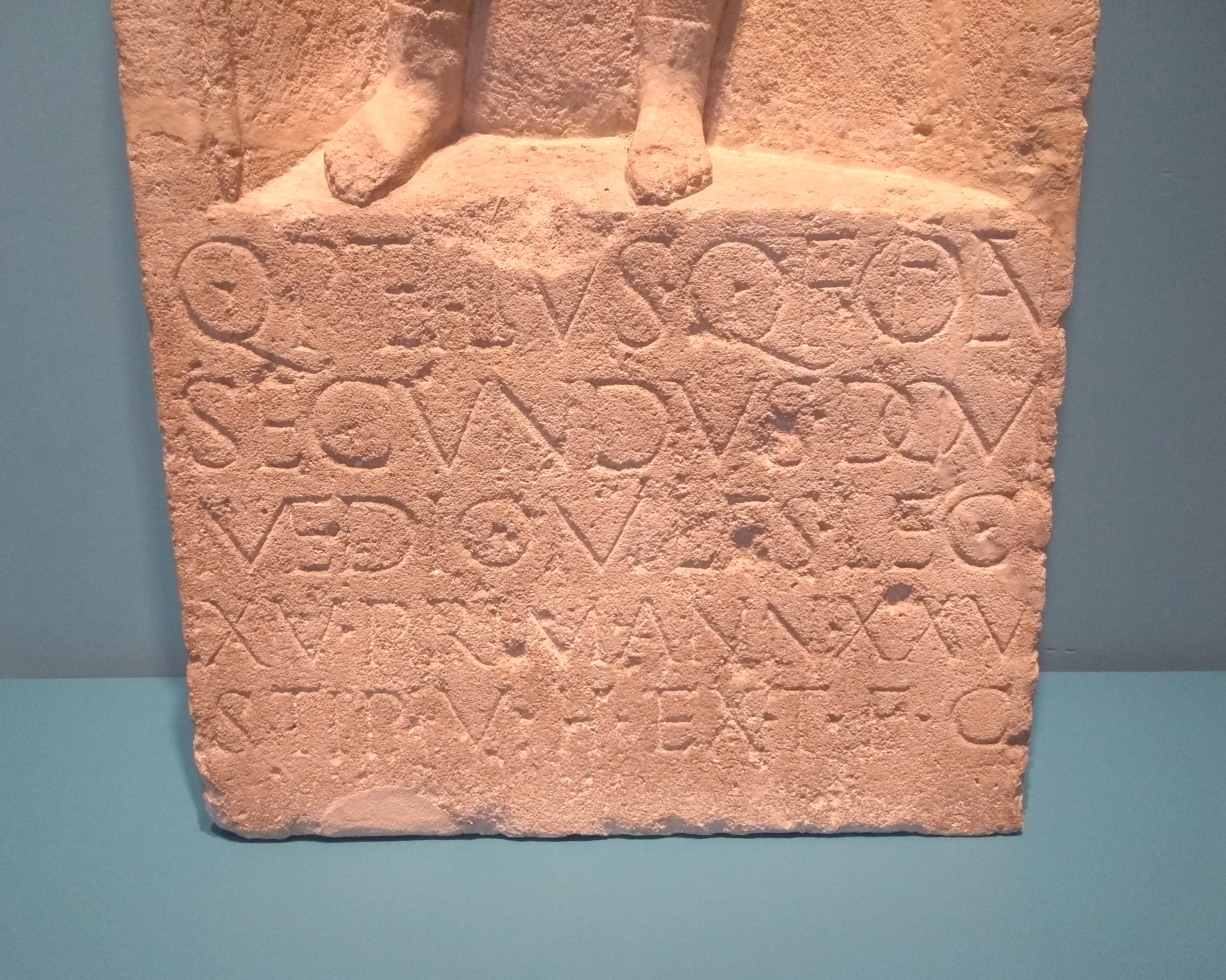
Inscripción del soldado Quintus Petilius Secundus

### Texto de la inscripción
El texto de la inscripción fue grabado debajo del retrato de este soldado sin enmarcarlo con ningún tipo de moldura y sin utilizar líneas-guía. Se encuentra recogido en el volumen XIII del Corpus Inscriptionum Latinarum, y se desarrolla en seis líneas de la siguiente forma:

Q(uintus) PETILIVS Q(uinti) F(ilius) O(u)FEN(tina tribu)

SECVNDVS DOM(o)

MEDIO(lano) MILES LEG(ionis)

XV PRIM(igeniae) ANN(orum) XXV               4

STIP(endiorum) V

H(eres) ex T(estamento) F(aciendum) C(uravit)

Traducción: Quinto Petilio Secundo, hijo de Quinto, de la tribu Oufentina, natural de Milán, soldado de la legión XV Primigenia, de 25 años, con 5 años de servicio. Su heredero por testamento cuidó de hacerlo

## Notas

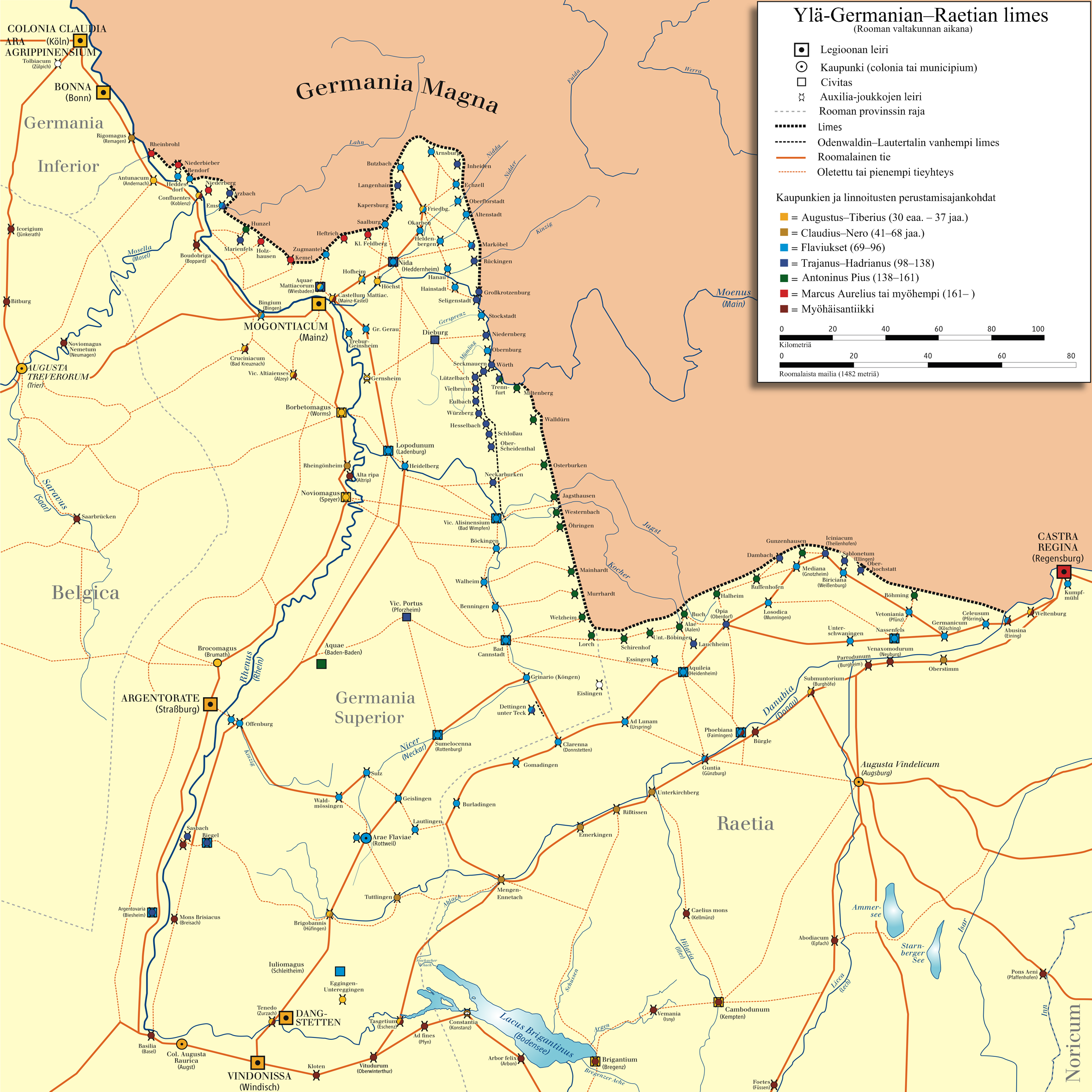
El limes de Germania Superior y Raetia, con indicación de las principales fortalezas legionarias, entre las que se incluyen Mogontiacum y Bonna, en las que sirvió Petilio Secundo.

Plano general de la Mogontiacum romana; el campamento secundario de Weisenau aparece al sureste en color verde.

## Bibliografía

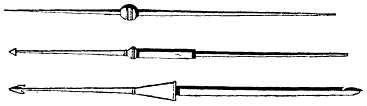
Modelos de pila, siendo el inferior de tipo pesado.

## Anejo
| Años            | Hechos |
| 19              | Nacimiento en el municipium Mediolanum en la Regio XI Traspadana de Italia. |
| Otoño de 39     | Alistamiento en el ejército romano: Probatio, asignación a la Legio XV Primigenia y entrenamiento básico.                                                                                              |
| Primavera de 40 | Participación en la campaña Germánica de Calígula, en el simulacro de campaña contra Britannia y en la campaña contra el océano. Recibe algún tipo de recompensa pecuniaria de este demente emperador. |
| Otoño de 40     | Instalación junto con su unidad en el campamento de Weisenau, anejo a la gran base militar de Mogontiacum.                                                                                             |
| 42-43           | Inclusión en un destacamento de su legión enviado a Bonna, campamento de la Legio I Germanica. |
| 43              | Fallecimiento en Bonna a los 25 años, con 5 años de servicio en filas. Ejecución de su testamento: Funerales y erección de su estela funeraria decorada.                                               |